# نیس‌لی
نیس‌لی (به لاتین: Nisli) یک منطقه مسکونی در جمهوری آذربایجان است که در شهرستان لریک واقع شده است. نیس‌لی ۲۹۱ نفر جمعیت دارد. این شهرداری از روستاهای نیسلی و خزووی تشکیل شده است.

## ریشه واژه
نیس تغییریافته واژه تالشی نیسو به‌معنی شمال یا بالایی و لی تغییریافته واژه لول‌لی به‌معنی شیب یا زمین شیب‌دار است و معنای کامل آن شیب بالایی یا شمالی است.